# СЦ Кошутњак
СЦ Кошутњак спортски је центар у Београду, Србија. Централа је у Улици Кнеза Вишеслава 72, док су базени овог центра у близини, у Улици Благоја Паровића 150.

## Историјат
Комплекс Отвореног пливалишта Кошутњак Завода за спорт и медицину спорта РС грађен је уз финансијску подршку града Београда у периоду од 1967. до 1972. за потребе одржавања Првог свјетског првенства у воденим спортовима у Београду 1973. Такмичења у пливању, ватерполу (мушкарци), синхроном пливању (жене) и скоковима у воду је било под окриљем ФИНА (Fédération Internationale de Natation Amateur) од 13. августа до 9. септембра 1973. У Кошутњаку је одржано такмичење у скоковима у воду 4. септембра. Једно од многобројних такмичења, која су била одржана на Отвореном пливалишту Кошутњак, је и Првенство у скоковима у воду на Унивeрзиjaди 2009.

## Базени
Комплекс отвореног пливалишта обухваћа пет базена (олимпијски, „школски”, „рекреативни” и „дјечији” базен и базен за скокове у воду), са неопходном пратећом инфраструктуром. Поред олимпијског базена се налазе трибине капацитета 650 мијеста. У склопу овог комплекса су и управна зграда, амбуланта, терен за одбојку на пијеску, ресторан и 2 кафића. Прије уласка на базене је велики паркинг за моторна возила, у два нивоа, а цијели комплекс има доста зеленила.
За потребе србијанске ватерполо репрезентације и пливања, у периоду од септембра до почетка љетне купалишне сезоне, преко олимпијског базена се подиже балон. Овај простор је доступан репрезентативним селекцијама у воденим спортовима, спортским и рекреативним пливачким клубовима и грађанству. У склопу базена је и затворени објекат са свлачионицама капацитета за 200 корисника, које могу користити и инвалидна лица. Када временски услови дозвољавају, могуће је и ноћно купање. На Отвореном пливалишту Кошутњак, поред пливања, могу се организовати тренинзи спортиста у воденим спортовима, такмичења, обука пливања, семинари и радионице. Радно вријеме пливалишта је од 10 до 19 сати сваког дана.